# Erycibe puberula
Erycibe puberula är en vindeväxtart som beskrevs av Hoogl. Erycibe puberula ingår i släktet Erycibe och familjen vindeväxter. Inga underarter finns listade i Catalogue of Life.